# Enrai ~Tooku ni Aru Akari~
«Enrai ~Tooku ni Aru Akari~» (遠雷～遠くにある明かり～?) es el sencillo n.º 8 de la banda japonesa HIGH and MIGHTY COLOR. Fue lanzado al mercado el día 25 de octubre del año 2006 bajo el sello SMEJ.

## Detalles
"Enrai ~Tooku ni Aru Akari~" (Trueno Distante ~Una luz lejana~) fue el último trabajo lanzado por HIGH and MIGHTY COLOR en el año 2006, así como también es su octavo sencillo. Es también la primera portada de uno de sus trabajos donde no aparece ninguno de los integrantes de la banda, y en su lugar salen sólo un rayo cayendo del cielo, y un arco iris. El tema principal fue utilizado como el séptimo ending para la serie de anime Gundam Seed Destiny, donde también la banda participó con su primer sencillo "PRIDE", que fue el segundo opening de ésta. El lado b del sencillo titulado "Kaerimichi no Orenji" (Un regreso a casa naranja), fue utilizado en comerciales para la televisión del videojuego Bleach Wii: Hakujin Kirameku Rondo de la serie de anime conocida como Bleach.
El sencillo debutó en las listas semanales de Oricon en el puesto n.º 15, con once mil copias y media. Finalmente en todo su paso por las listas vendió más de quince mil copias.

## Canciones
1. «Enrai ~Tooku ni Aru Akari~» (遠雷 ～遠くにある明かり～?)
2. «Kaerimichi no Orenji» (帰り道のオレンジ?)
3. «Enrai ~Tooku ni Aru Akari~» (遠雷 ～遠くにある明かり～?) (Less vocal track)

- Datos: Q2640484